# Trichadenia
Trichadenia is een geslacht uit de familie Achariaceae. De soorten uit het geslacht komen voor op het eiland Sri Lanka en in Papoeazië.

## Soorten
- Trichadenia philippinensis Merr.
- Trichadenia sasae W.N.Takeuchi
- Trichadenia zeylanica Thwaites